# Sthenias persimilis
Sthenias persimilis là một loài bọ cánh cứng trong họ Cerambycidae.